# بنیدیکت (مریلند)
بنیدیکت (به انگلیسی: Benedict) شهری در ایالت مریلند کشور ایالات متحده آمریکا است که جمعیت آن در سرشماری سال ۲۰۱۰ میلادی، ۲۶۱ نفر بوده‌است.